# Lake Otuhie
Der Lake Otuhie ist ein See in der Gegend des Tasman District auf der Südinsel von Neuseeland.

## Geographie
Der Lake Otuhie befindet sich rund 13 km nördlich der Wakamarama Range, rund 11,5 km südwestlich des Whanganui Inlet und rund 1,4 km von der Westküste der Südinsel entfernt. Der See, der sich in einem Bogen über eine Länge von rund 2,47 km erstreckt, umfasst eine Fläche von 85,8 Hektar, misst an seiner breitesten Stelle rund 615 m und verfügt über eine Uferlänge von rund 6,16 km.
Gespeist wird der See vom Slaty Creek, Malone Creek und von einigen anderen nicht näher bezeichneten Bächen. Die Entwässerung findet am nordwestlichen Ende des Sees über einen unbenannten Stream statt, der später in den Sandhills Creek mündet, welcher kurz danach seine Wässer der Tasmansee übergibt.

## Wanderweg
Der See ist über den Lake Otuhie Walkway zu erreichen, der sich von der Straßenüberquerung des Sandhills Creek westlich entlang des Flusses und dann später westlich entlang des unbenannten Stream bis zum See über eine Länge von rund 1,7 km erstreckt.